# Кортача сула Страда дел Вино
Кортача сула Страда дел Вино (итал. Cortaccia sulla Strada del Vino) је насеље у Италији у округу Болцано, региону Трентино-Јужни Тирол.
Према процени из 2011. у насељу је живело 917 становника. Насеље се налази на надморској висини од 344 м.

## Становништво
| 1931. | 1936. | 1951. | 1961. | 1971. | 1981. | 1991. | 2001. | 2011. |
| ----- | ----- | ----- | ----- | ----- | ----- | ----- | ----- | ----- |
| 2.025 | 1.954 | 1.861 | 1.883 | 1.840 | 1.751 | 1.812 | 2.085 | 2.228 |